# TVBoy
Salvatore Benintende (Palermo, 16 de julio de 1980), conocido por el seudónimo de TVBoy (en varias variaciones de mayúsculas), es un artista callejero neo pop italiano. Es conocido por sus murales que representan de futbolistas y temas de actualidad, particularmente George Floyd luego de su muerte, Vladímir Putin luego de la invasión rusa de Ucrania en 2022 y Alexia Putellas luego de su primera victoria en el Balón de Oro Femenino. Habiendo comenzado su trabajo de arte callejero en 1996, ha sido descrito como «el Banksy de Barcelona», una de las ciudades, junto con Milán, que es conocido por decorar.

## Carrera
Las obras de TVBoy a menudo representan temas de actualidad. Muchos de sus grandes murales están realizados en Gracia, lugar de mucha cultura artística en la ciudad. Parte de su arte está dedicado a íconos locales, incluida la pintura de Montserrat Caballé y Pau Donés después de su muerte.
En sus piezas relacionadas con el fútbol, ha pintado a Lionel Messi, descrito como una musa, muchas veces. También creó un mural de Diego Maradona después de su muerte, aunque, resultando controvertido, TVBoy lo reemplazó con uno de Alexia Putellas. Agregó otro mural de Messi después de ganar la Copa Mundial de Fútbol de 2022.
Ha creado muchos murales para reflejar su apoyo a Ucrania tras la invasión rusa de Ucrania en 2022, incluso en la región de Kiev y alrededor de Barcelona. En Barcelona, junto a su mural de Putellas hay uno de una bandera ucraniana que lleva la palabra hope («esperanza» en inglés) con una imagen de una niña que convierte su letra «O» en un símbolo de paz, y en un panel en Plaza de San Jaime, el centro de Cataluña, ha creado y actualizado varios murales, que representan imágenes que incluyen al presidente ucraniano Volodímir Zelenski pidiendo el fin de la guerra; niños plantando una bandera de paz en un tanque ruso; y el presidente ruso Vladímir Putin encarcelado. Posteriormente, el panel se retiró durante las renovaciones de la fachada. En enero de 2023, la organización humanitaria Cesvi lo invitó a viajar a Bucha e Irpín en el óblast de Kiev de Ucrania, lugares de la masacre de Bucha y la batalla de Irpín, para crear arte que llevara positividad a medida que la nación se acercaba a un año de guerra. Combinando el fútbol y la guerra en Ucrania, uno de sus murales muestra a niños jugando al fútbol con camisetas con los números 20 y 23, y los nombres «paz» y «esperanza». Sus otros murales en Ucrania también representan niños, así como flores y los colores de la bandera de Ucrania.

## Exposiciones
- Please Don't Die, 2007, Iguapop Gallery Barcelona.[10]
- 2007, Padiglione d'Arte Contemporanea.[10]
- 2008, Auditorio Parco della Musica.[10]
- 2008, Galería Asbæk.[10]
- 2008, Fundación Aïshti.[10]
- Street Art Painting, 2009, Internationales Schulungszentrum (colección de muchos artistas).[11]
- Reality Pop, 2010, Gestalt Gallery (colección de muchos artistas).[10]
- Superheroes 2.0, 2014, Galería Gestalt (colección de muchos artistas).[10]
- Home Street Home, 2021, Casa Seat de Barcelona.[4]
- Jago, Banksy, TvBoy e altre storie controcorrente, noviembre de 2022–mayo de 2023, Palazzo Albergati (colección de obras de Jago, Banksy y TVBoy)

## Galería
|                                                                          |
| Mural en Penelles que representa a Kim Jong-un y Donald Trump besándose. |

|                                                                                             |
| Super Alexia, mural en Gracia (Barcelona) que representa a Alexia Putellas como Superwoman. |

|                                                                              |
| Un mural en Madrid que representa a Manuela Carmena como la Mujer Maravilla. |

|                                                                                                   |
| Obra de arte en Barcelona de Frida Kahlo con un tatuaje de bigote en el dedo tomándose una selfi. |